# Јастреб имитатор
Јастреб имитатор (лат. Accipiter imitator) је врста птице грабљивице из породице јастребова. Ендемит је Соломонових Острва Бугенвил, Шоазел и Санта Исабел. Његово природно станиште су суптропске и тропске влажне низијске и планинске шуме.
Губитак станишта је највећа претња опстанку врсте.